# Ribasjaure
Ribasjaure är en sjö i Arjeplogs kommun i Lappland och ingår i Umeälvens huvudavrinningsområde. Sjön har en area på 0,355 kvadratkilometer och ligger 842,1 meter över havet.

## Delavrinningsområde
Ribasjaure ingår i det delavrinningsområde (734945-152186) som SMHI kallar för Utloppet av Gavasjaure. Medelhöjden är 800 meter över havet och ytan är 26,34 kvadratkilometer. Räknas de 19 avrinningsområdena uppströms in blir den ackumulerade arean 295,88 kvadratkilometer. Barasjåkkå som avvattnar avrinningsområdet har biflödesordning 4, vilket innebär att vattnet flödar genom totalt 4 vattendrag innan det når havet efter 463 kilometer. Avrinningsområdet består mestadels av kalfjäll (79 procent). Avrinningsområdet har 5,2 kvadratkilometer vattenytor vilket ger det en sjöprocent på 19,7 procent.